# 科隆耶區
科隆耶區是阿爾巴尼亞的36个旧区之一，这些区份在2000年7月全部撤销，并由新成立的12个州份取代。该区面积为805平方公里，人口数量为17,179人（2001年）。该区位于阿尔巴尼亚东南部，区府为愛爾塞克。该区的范围为现今科赤州的科洛涅市镇。